# دماک

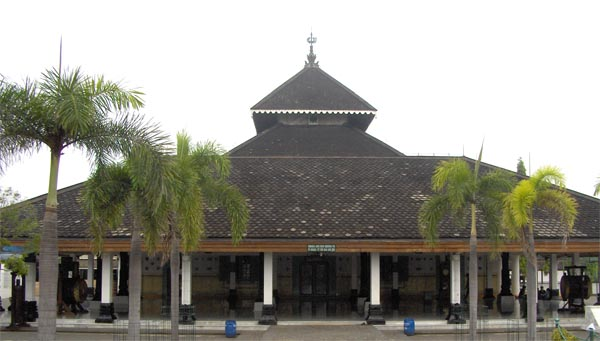
مسجد بزرگ دماک

دماک شهری در جاوه مرکزی، اندونزی است. این شهر پایتخت نایب‌السلطنه‌نشین دماک و پیش از آن سلطان‌نشین دماک بود.

## آب‌وهوا
دماک دارای آب‌وهوای موسمی (Am) با بارش شدید تا بسیار شدید از نوامبر تا آوریل و بارش متوسط تا کم از مه تا اکتبر است.
| داده‌های اقلیم دماک      | داده‌های اقلیم دماک | داده‌های اقلیم دماک | داده‌های اقلیم دماک | داده‌های اقلیم دماک | داده‌های اقلیم دماک | داده‌های اقلیم دماک | داده‌های اقلیم دماک | داده‌های اقلیم دماک | داده‌های اقلیم دماک | داده‌های اقلیم دماک | داده‌های اقلیم دماک | داده‌های اقلیم دماک | داده‌های اقلیم دماک |
| ماه                     | ژانویه             | فوریه              | مارس               | آوریل              | مه                 | ژوئن               | ژوئیه              | اوت                | سپتامبر            | اکتبر              | نوامبر             | دسامبر             | سال                |
| ----------------------- | ------------------ | ------------------ | ------------------ | ------------------ | ------------------ | ------------------ | ------------------ | ------------------ | ------------------ | ------------------ | ------------------ | ------------------ | ------------------ |
| میانگین بیش‌ترین °C (°F) | ۳۰٫۸ (۸۷)          | ۳۰٫۷ (۸۷)          | ۳۱٫۰ (۸۸)          | ۳۲٫۰ (۹۰)          | ۳۲٫۰ (۹۰)          | ۳۲٫۲ (۹۰)          | ۳۲٫۵ (۹۱)          | ۳۳٫۴ (۹۲)          | ۳۴٫۲ (۹۴)          | ۳۴٫۲ (۹۴)          | ۳۳٫۲ (۹۲)          | ۳۱٫۹ (۸۹)          | ۳۲٫۳۴ (۹۰٫۳)       |
| میانگین روزانه °C (°F)  | ۲۶٫۴ (۸۰)          | ۲۶٫۴ (۸۰)          | ۲۶٫۵ (۸۰)          | ۲۷٫۲ (۸۱)          | ۲۷٫۱ (۸۱)          | ۲۶٫۷ (۸۰)          | ۲۶٫۲ (۷۹)          | ۲۶٫۸ (۸۰)          | ۲۷٫۵ (۸۲)          | ۲۸٫۰ (۸۲)          | ۲۷٫۹ (۸۲)          | ۲۷٫۰ (۸۱)          | ۲۶٫۹۷ (۸۰٫۷)       |
| میانگین کم‌ترین °C (°F)  | ۲۲٫۰ (۷۲)          | ۲۲٫۲ (۷۲)          | ۲۲٫۱ (۷۲)          | ۲۲٫۴ (۷۲)          | ۲۲٫۲ (۷۲)          | ۲۱٫۲ (۷۰)          | ۲۰٫۰ (۶۸)          | ۲۰٫۲ (۶۸)          | ۲۰٫۹ (۷۰)          | ۲۱٫۹ (۷۱)          | ۲۲٫۶ (۷۳)          | ۲۲٫۱ (۷۲)          | ۲۱٫۶۵ (۷۱)         |
| بارندگی میلی‌متر (اینچ)  | ۴۷۱ (۱۸٫۵۴)        | ۳۶۰ (۱۴٫۱۷)        | ۲۷۶ (۱۰٫۸۷)        | ۱۹۱ (۷٫۵۲)         | ۱۲۱ (۴٫۷۶)         | ۶۴ (۲٫۵۲)          | ۴۵ (۱٫۷۷)          | ۴۰ (۱٫۵۷)          | ۵۴ (۲٫۱۳)          | ۱۲۲ (۴٫۸)          | ۲۱۶ (۸٫۵)          | ۳۳۲ (۱۳٫۰۷)        | ۲٬۲۹۲ (۹۰٫۲۲)      |
| منبع: Climate-Data.org  |                    |                    |                    |                    |                    |                    |                    |                    |                    |                    |                    |                    |                    |